# Trusted Shops
Trusted Shops ist ein 1999 in Köln gegründetes Unternehmen, das Online-Shops und deren Kunden Leistungen in Form eines Gütesiegels, eines Käuferschutz-Verfahrens und eines Systems von Kundenbewertungen anbietet. Für Online-Händler kommen Hilfen zum Schutz gegen Abmahnungen hinzu. Im Juli 2019 führten rund 25.000 Online-Shops das Gütesiegel.

## Unternehmensgeschichte
Das Unternehmen wurde 1999 in Köln als Joint Venture der Gerling Speziale Kreditversicherungs AG und der Unternehmensberatung Impact Business & Technology Consulting GmbH gegründet. Jean-Marc Noël und Ulrich Hafenbradl zählten zu den Gründern. Ein Jahr später nahm das Unternehmen seine Geschäfte auf. Das Angebot bestand in einem Gütesiegel für Online-Shops inklusive Käuferschutz. Bis Mitte November 2000 erhielten etwa 100 Shops das Gütesiegel.
2017 wurde die Trusted Shops France SARL als hundertprozentige Tochtergesellschaft der Trusted Shops GmbH gegründet, ein Jahr später die polnische Tochtergesellschaft. Im September 2019 folgte die spanische Tochtergesellschaft. Weitere Standorte befinden sich in den Niederlanden (Amsterdam). Nach eigenen Angaben beschäftigt das Unternehmen 700 Mitarbeiter.
| Anzahl der Shops mit Gütesiegel | Anzahl der Shops mit Gütesiegel |
| ------------------------------- | ------------------------------- |
| Nov. 2000                       | rund 100                        |
| Okt. 2001                       | rund 200                        |
| Nov. 2006                       | 1.600                           |
| Jan. 2008                       | mehr als 2.570                  |
| Nov. 2008                       | rund 3.000                      |
| Nov. 2009                       | 6.000                           |
| Nov. 2010                       | mehr als 9.000                  |
| Mai 2013                        | mehr als 10.000                 |
| Nov. 2015                       | mehr als 20.000                 |
| Mai 2017                        | mehr als 25.000                 |
| Apr. 2023                       | mehr als 30.000                 |

2010 lag die Zahl der Online-Shops mit Gütesiegel bei 9.000, gegenwärtig werden mehr als 25.000 Trusted Shops angegeben (Stand: Juli 2019).
Als Ende 2006 eine Vielzahl von Webshop-Betreibern von Abmahnungen betroffen war, bat das Unternehmen abgemahnte Online-Shops, an einer Umfrage teilzunehmen. 2011 wurde ein spezieller Anti-Abmahn-Service (Mustertexte, Haftungsübernahme, Hilfe bei Abmahnungen) eingerichtet. Bereits zwei Jahre zuvor hatte es interessierten Shops sein webbasiertes Einkaufsbewertungs-Tool als Standalone-Version angeboten, unabhängig vom Gütesiegel.
Im Jahr 2008 beteiligten sich die Samwer-Brüder über den European Founders Fund mit 25 Prozent an Trusted Shops. Durch Veränderung in der Eigentümerstruktur der Samwer-Investitionen liegt deren Beteiligung an Trusted Shops seit Ende 2014 bei Rocket Internet. Im Mai 2011 stieg Crédit Agricole in das Unternehmen ein.

## Angebot
- Online-Shops können nach einer bestandenen Prüfung, die unter anderem die Aspekte Datensicherheit, Verbraucherschutz, Kundenservice, Preistransparenz und Kreditwürdigkeit umfasst,[33][21] das Gütesiegel nutzen.
- Der Käuferschutz bietet bei Online-Shops mit Gütesiegel eine finanzielle Absicherung des Einkaufs. Käufe im Wert von bis zu 100 Euro pro Einkauf sind kostenlos versichert. Bei einer entgeltpflichtigen, erweiterten Mitgliedschaft des Käufers bei Trusted Shops ist der Käuferschutz auf 20.000 Euro erhöht.[34][35]
- Unternehmen können webbasierte Feedback-Systeme einsetzen, um ihre Kunden Einkäufe beziehungsweise Transaktionen bewerten zu lassen. Dabei geht es beispielsweise um den Service, die Webseite oder die gelieferte Produktqualität. Dabei können nur Kunden, die tatsächlich Käufe getätigt haben, an der Feedbackprozedur teilnehmen.[36]
- Anbieter mit Webshops können sich mit Dienstleistungen des Unternehmens vor juristischen Angriffen schützen, wie zum Beispiel Abmahnungen. Die auf Rechtssicherheit zielenden Hilfen umfassen unter anderem die Unterstützung bei der Erstellung von Rechtstexten (wie den Allgemeinen Geschäftsbedingungen) oder die Vertretung bei Rechtsstreitigkeiten in Deutschland und im europäischen Ausland.[5]

In Deutschland ist Trusted Shops das am weitesten verbreitete Gütesiegel bei Online-Shops 2018. Auch der Bekanntheitsgrad dieses Webshop-Siegels ist in Deutschland am höchsten. Das gilt für die ungestützte Bekanntheit, die Bekanntheit dem Namen nach und die Bekanntheit dem Siegel nach. Laut einer Studie der elaboratum New Commerce Consulting gelang es Trusted Shops, „eine starke Marke als Shopsiegel zu schaffen“.

## Eigentümer
Den auf das Geschäftsjahr 2017 bezogenen Informationen von Bisnode gemäß besitzen zwei Fonds von Crédit Agricole (CA Innovation 10 und LCL Innovation 2009) zusammen 10 Prozent der Anteile an Trusted Shops. Zwei Fonds des französischen Private-Equity- und Infrastruktur-Investors Omnes Capital (Capital Invest PME 2014 und Capital Invest PME 2015) halten zusammen 4 Prozent. Die Sohano GmbH besitzt 23 Prozent, die Entract GmbH 38 Prozent. 25 Prozent liegen bei Global Founders Capital GmbH & Co (gehört zu Rocket Internet).

## Rezeption
2005 empfahl die Verbraucherzentrale Rheinland-Pfalz, auf Gütesiegel wie Trusted Shops zu achten. 2015 riet die Verbraucherzentrale Nordrhein-Westfalen Konsumenten ebenfalls, sie sollten bei Online-Shops Ausschau nach dem Trusted Shops-Gütesiegel halten. Das Gütesiegel von Trusted Shops gehört zu den wenigen Siegeln, die von D21 empfohlen werden, einer Initiative aus Wirtschaft und Politik.

## Kritik
Der Wirtschaftswissenschaftler und Fachbuchautor Erwin Lammenett machte darauf aufmerksam, dass das Unternehmen durch seine Werbeaussagen möglicherweise zu hohe Umsatzsteigerungshoffnungen auslöse. Sein A/B-Test habe gezeigt, dass der Einfluss des Gütesiegels hier eher gering sei. Die verbesserte Rechtssicherheit für Online-Händler mit Siegel sowie Vorteile durch positive Kundenfeedbacks erschienen ihm hingegen plausibel.